# Kiyomizu-dera

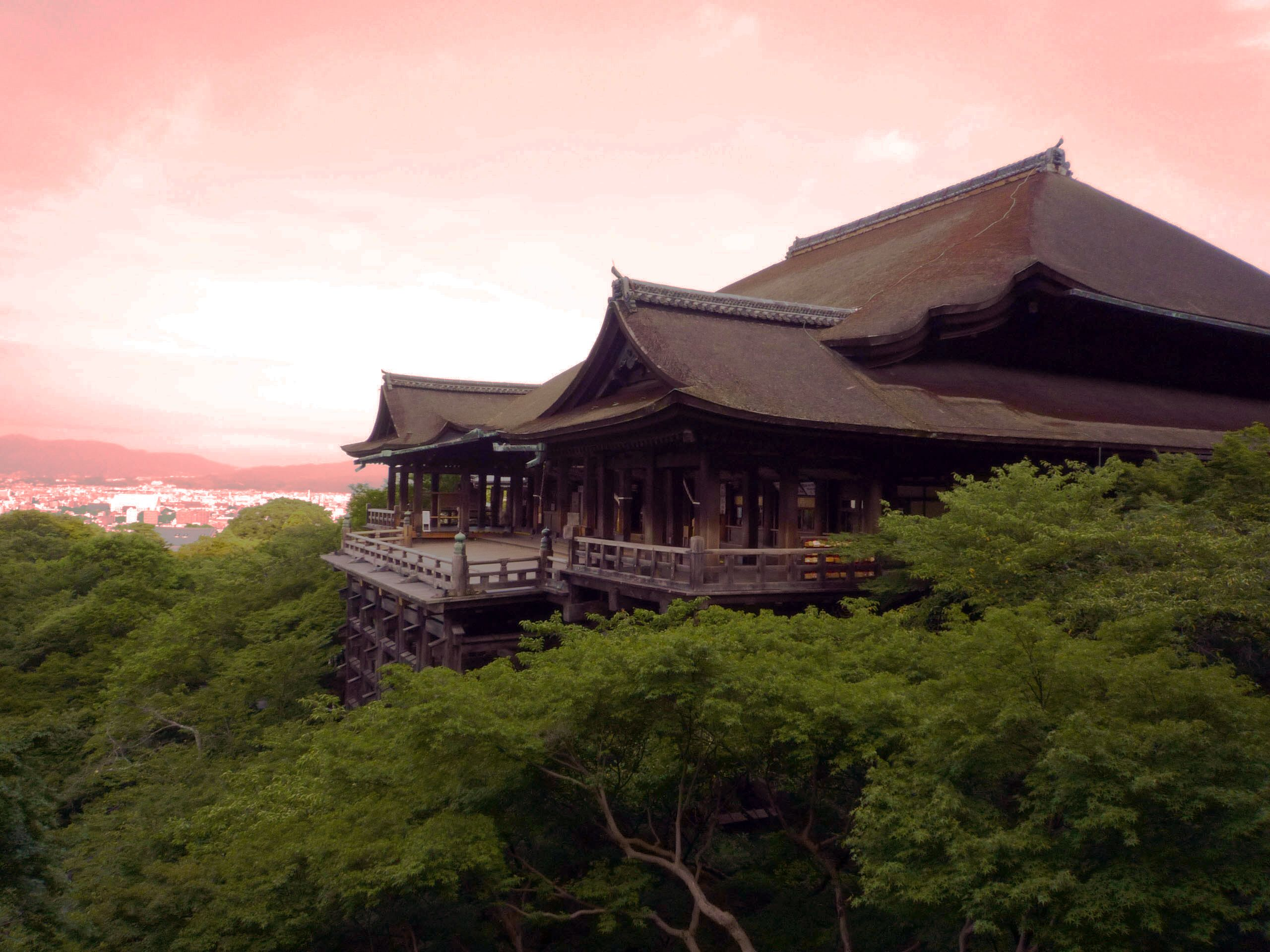
Kiyomizu-dera

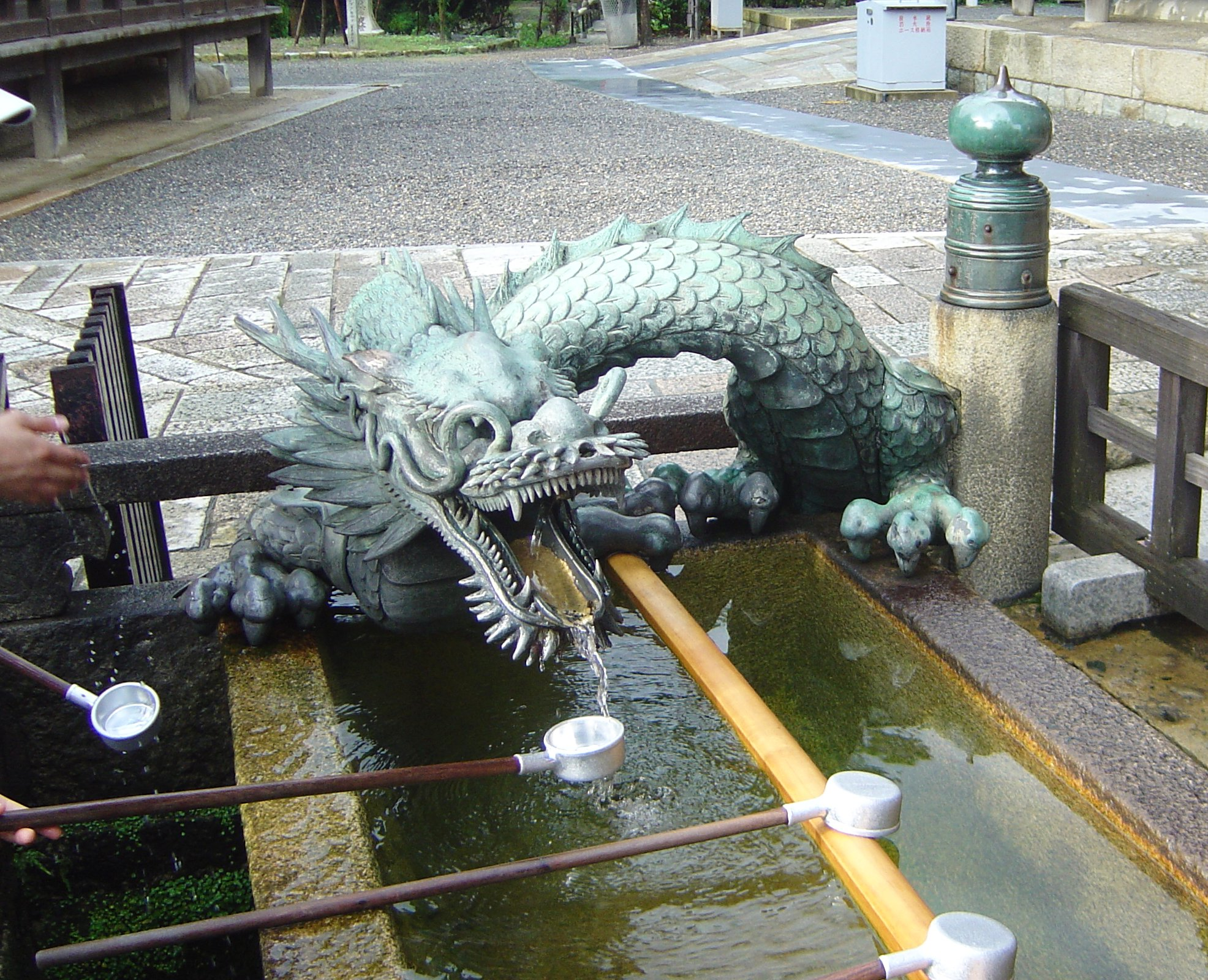
Een fontein met een draak bij Kiyomizu-dera

Kiyomizu-dera (Japans: 清水寺 ; de Helder Water-tempel) is een oude houten boeddhistische tempel in de Japanse stad Kyoto.
De tempel is in de 8e eeuw gesticht door een priester genaamd Enchin. Aan de voet van de rotsen waarop de tempel gebouwd is, ontspringt een bron. Vandaar de naam "Helder Water"-tempel.
De veranda voor het hoofdgebouw (zie afbeelding rechts) geeft de bezoeker een indrukwekkend uitzicht op de stad.
De tempel is onderdeel van het werelderfgoed historische monumenten van oud-Kioto (Kioto, Uji en Otsu).

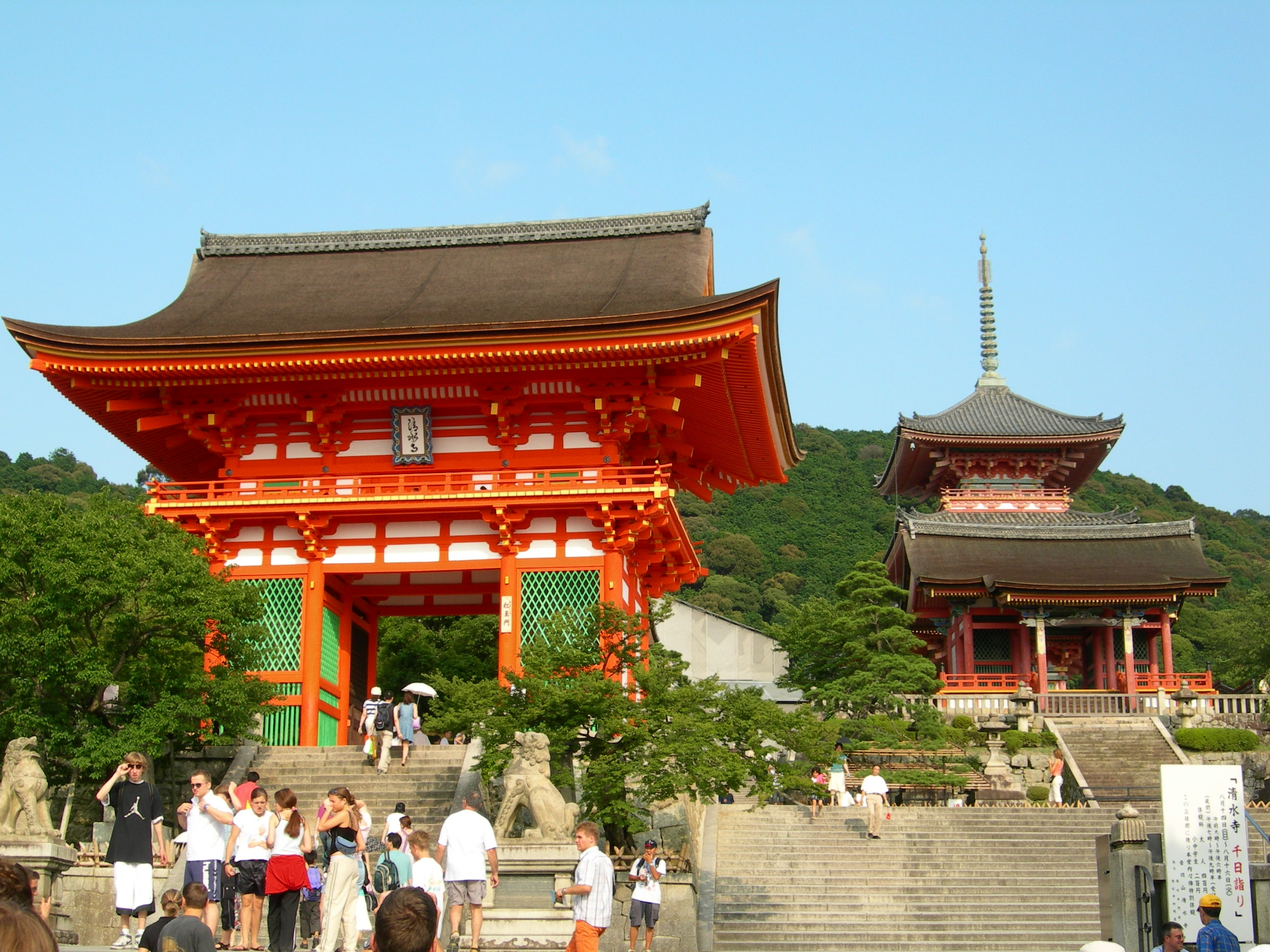
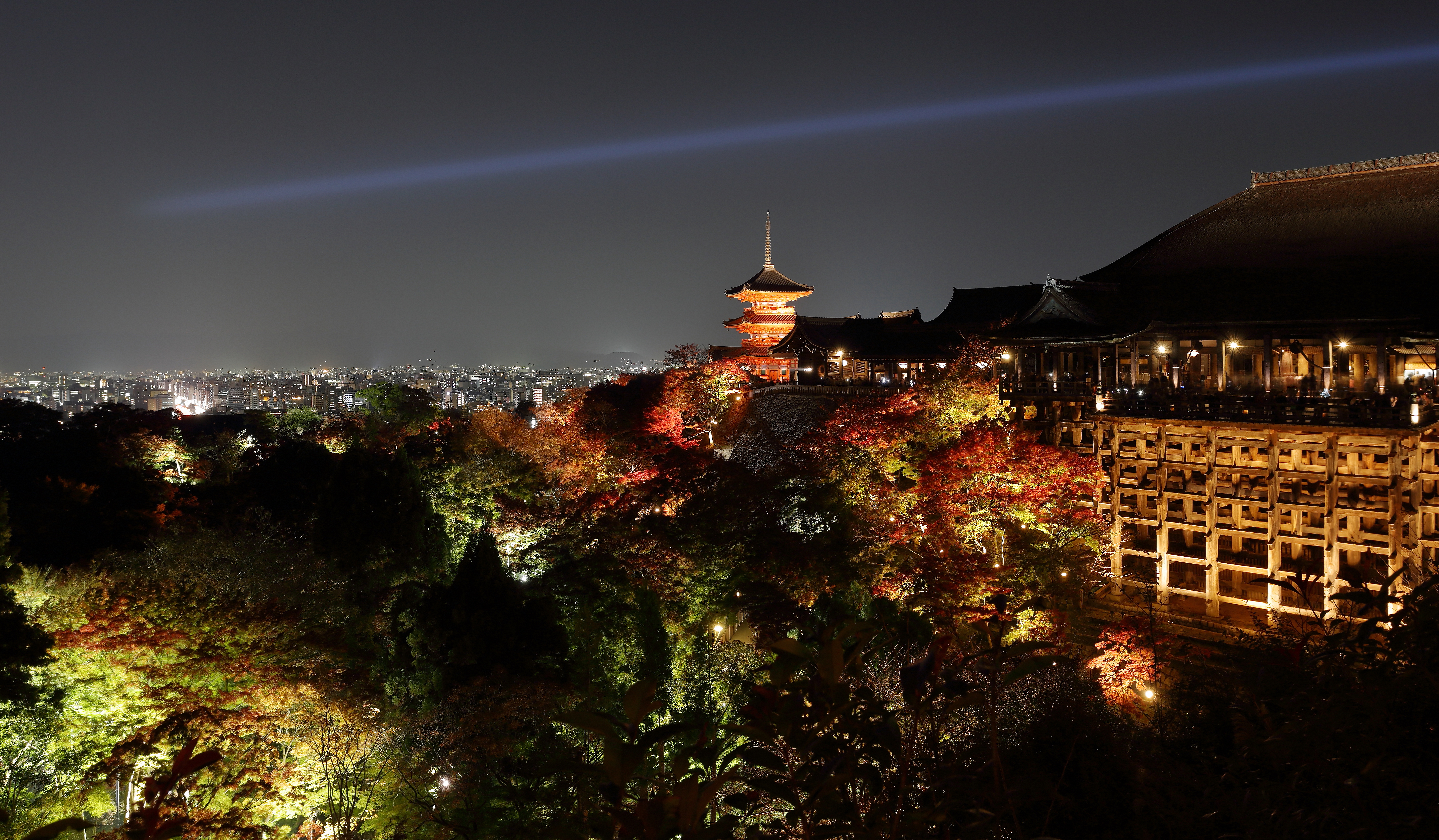
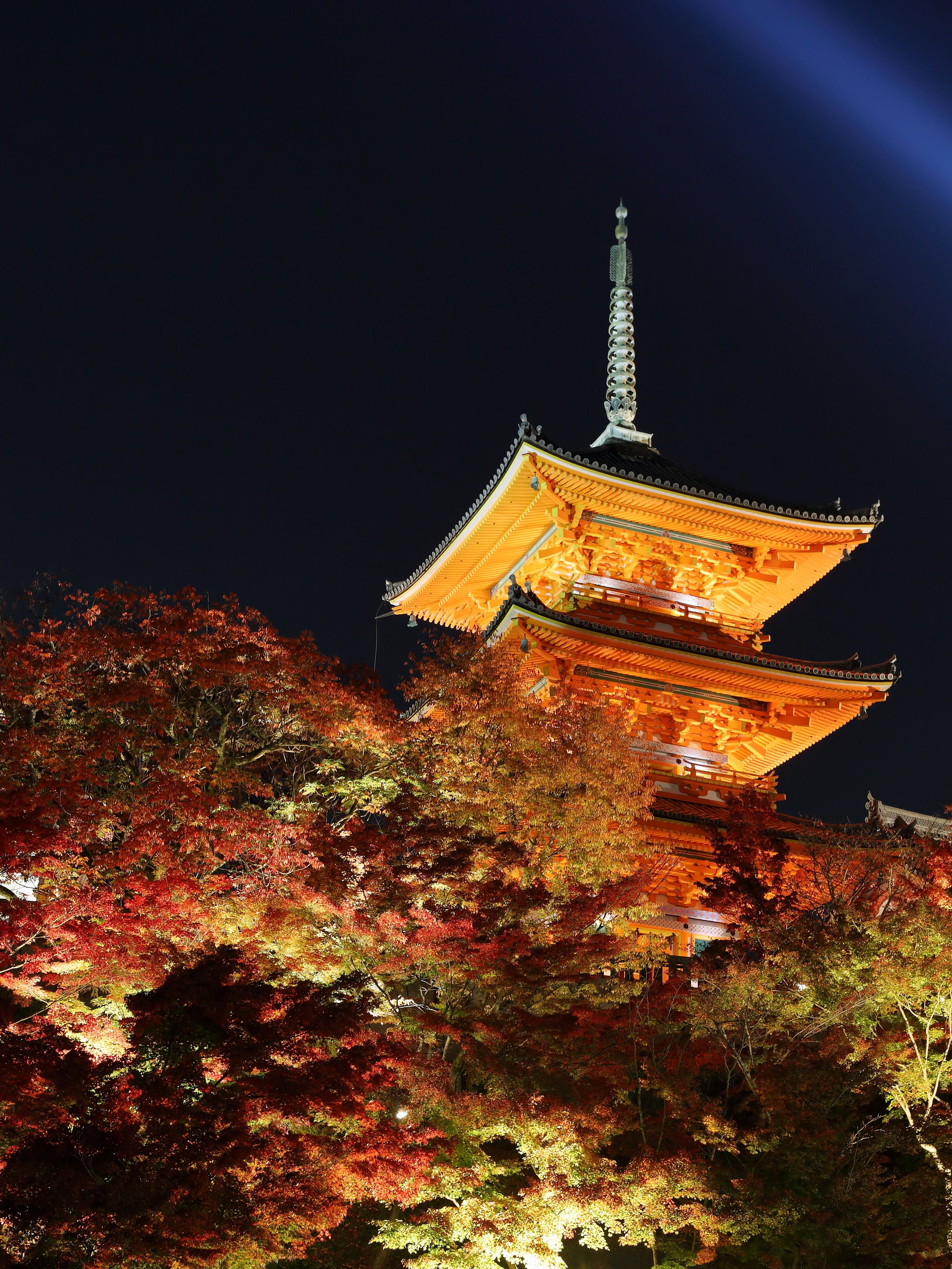
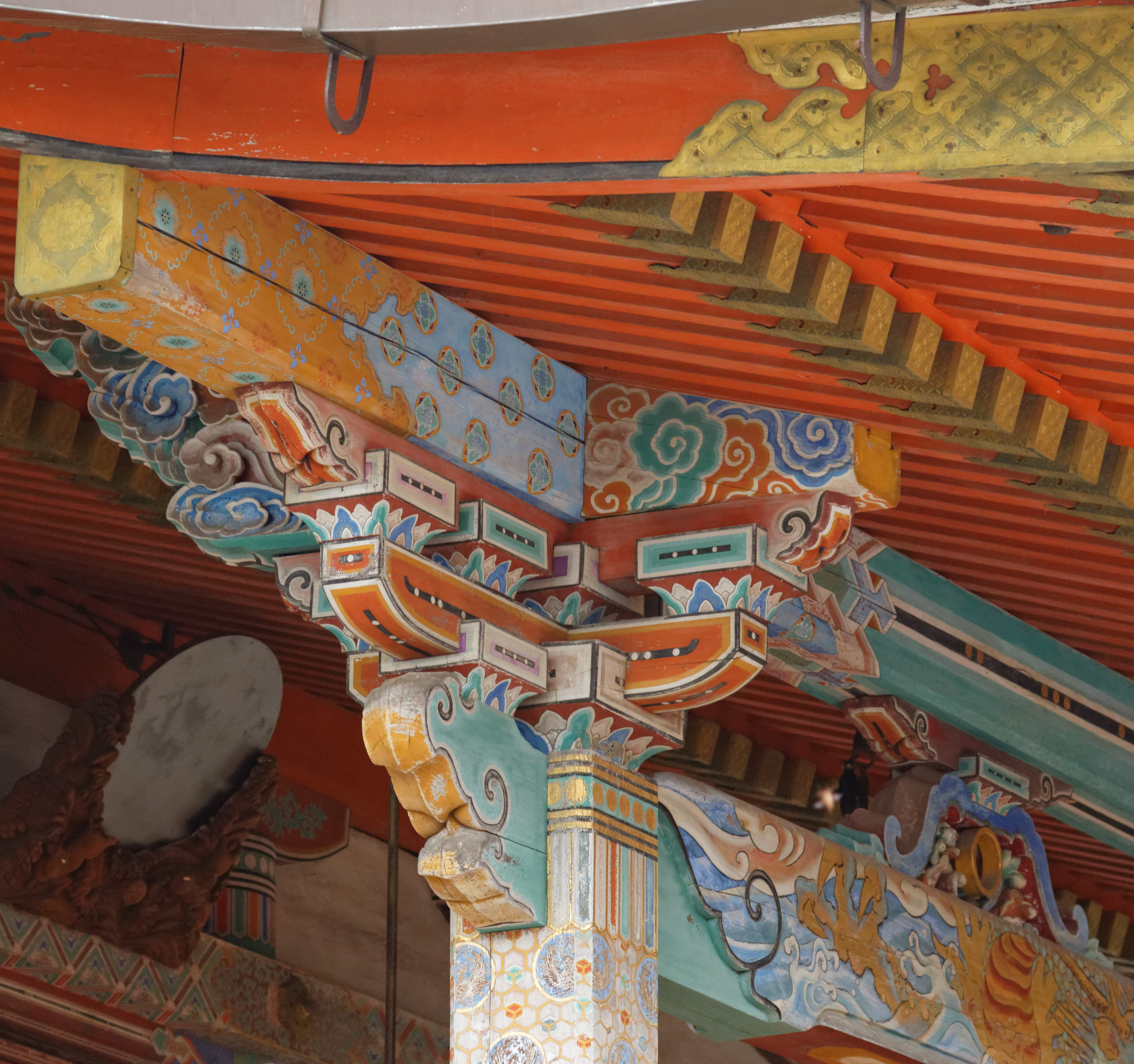
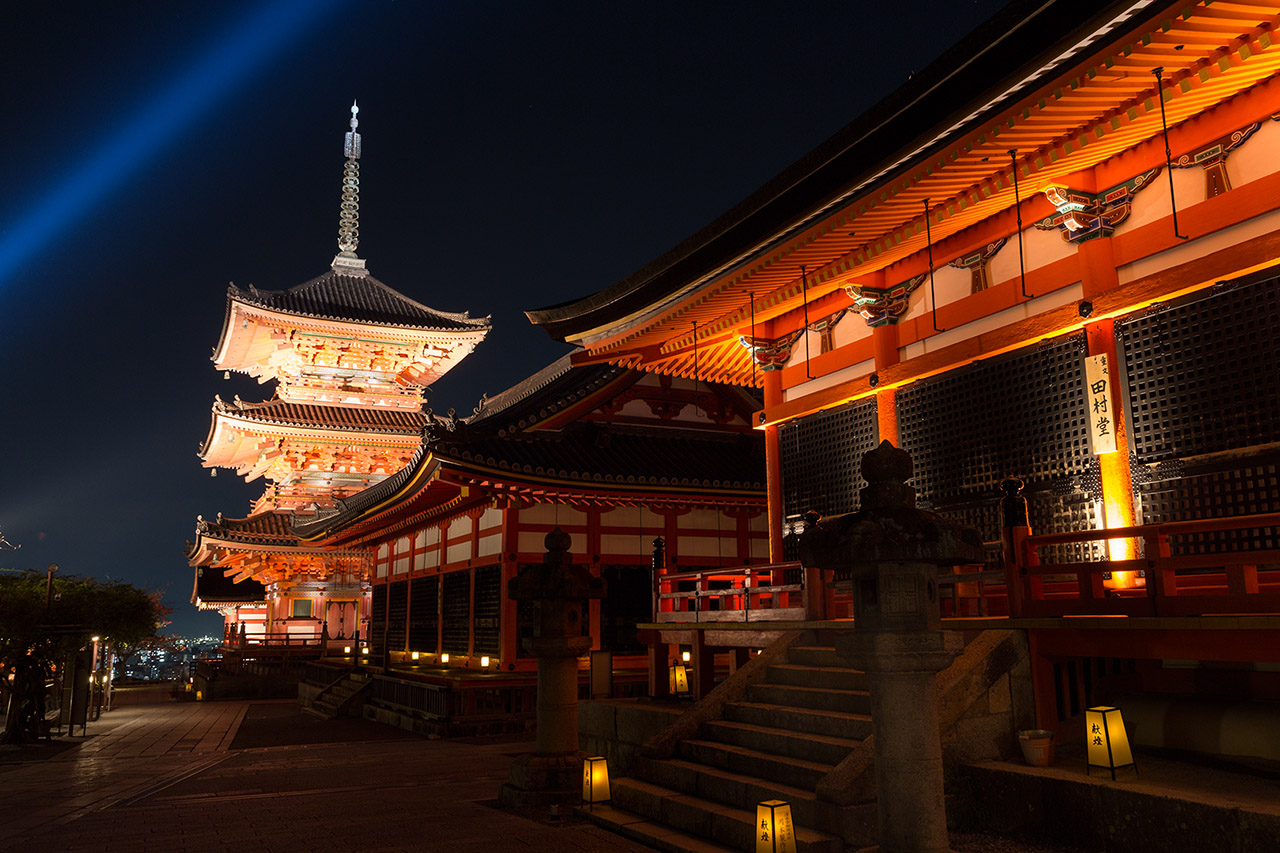
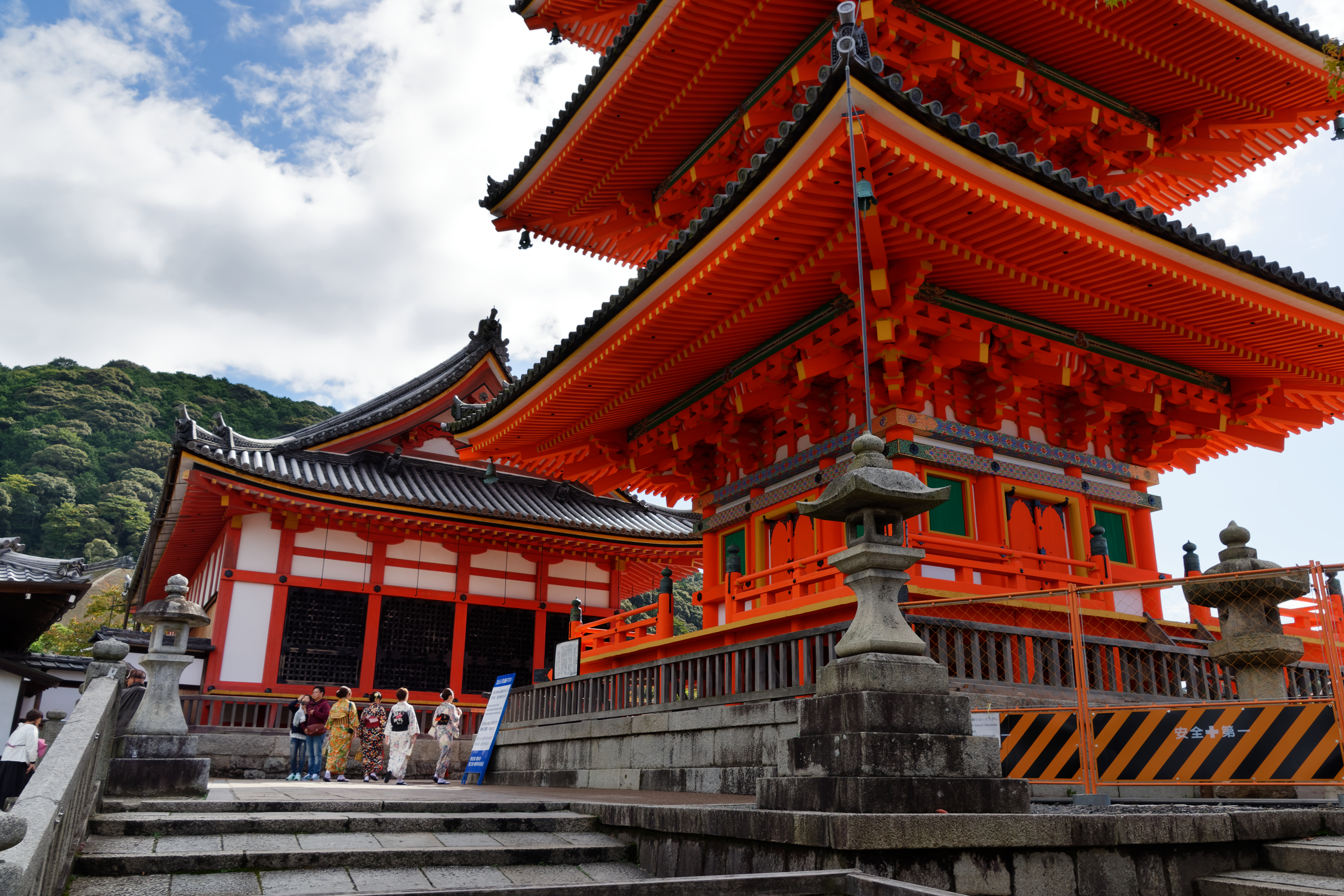